# Resolución 1967 del Consejo de Seguridad de las Naciones Unidas
La resolución 1967 del Consejo de Seguridad de las Naciones Unidas, aprobada por unanimidad el 19 de enero de 2011, decidió autorizar el despliegue adicional de 2000 efectivos de la Operación de las Naciones Unidas en Costa de Marfil (ONUCI) y prorrogar la transferencia temporal de efectivos de la Misión de las Naciones Unidas en Liberia a la ONUCI en virtud del agravamiento de la situación política en Costa de Marfil. El Consejo de Seguridad se reafirmó además en las resoluciones anteriores número 1962 (2010), 1951 (2010), 1946 (2010), 1942 (2010) y 1933 (2010).
El Consejo de Seguridad expresó su preocupación "por la persistencia de los actos de "violencia y las violaciones de los derechos humanos en Costa de Marfil, incluso contra el personal de mantenimiento de la paz de las Naciones Unidas". A ese respecto exigió en la resolución 1967 a todas las partes implicadas en el conflicto a que respetaran la seguridad de la ONUCI y que permitiesen la libre circulación de los efectivos de la misión así como de las fuerzas francesas que lo respaldaban. Exigió además que los medios de comunicación del país, en especial la Radiodiffusion Télévision Ivoirienne, cesaran en "propagar información falsa e instigar al odio y la violencia, incluso contra las Naciones Unidas y en particular contra la ONUCI". El Consejo advirtió que de lo contrario estaría dispueto a imponer futuras medidas, incluso sanciones selectivas, contra quienes obtruyeran la misión de la ONUCI.

## Contexto
La resolución 1967 fue aprobada días después de que se conociera que Alassane Ouattara había ganado las elecciones presidenciales del 28 de noviembre de 2011. Fuerzas leales a Laurent Gbagbo, presidente saliente, bloquearon el Hotel Golf de Abiyán en donde Ouattara se había instalado provocando un agravamiento de la situación política. Los ministros del gobierno Gbagbo justificaron el bloqueo como medida de presión para lograr la retirada de los rebeldes que apoyaron a Ouattara.